# Distrito de Kara-Buura
El distrito de Kara-Buura (en kirguís: Кара-буура району) es uno de los rayones (distrito) de la provincia de Talas en Kirguistán. Tiene como capital la ciudad de Kizil-Adir.
- Datos: Q793916